# 早稻田大学 (电影)
早稻田大学，是一部1953年由东映发布的日本电影。

## 剧情
本片系改编自尾崎士郎所著的《早稻田大学》，讲述了从1882年东京专门学校成立到1952年早稻田大学70周年校庆期间的故事。

## 演员
- 小泽荣（日语：小沢栄）
- 佐野周二（日语：佐野周二）
- 宫城野由美子（日语：宮城野由美子）
- 波島進（日语：波島進）
- 德大寺伸（日语：徳大寺伸）
- 山根寿子（日语：山根寿子）
- 千田是也
- 东野英治郎（日语：東野英治郎）
- 青山杉作（日语：青山杉作）